# Althaea broussonetiifolia
Althaea broussonetiifolia är en malvaväxtart som beskrevs av Modest Mikhaĭlovich Iljin. Althaea broussonetiifolia ingår i släktet läkemalvor, och familjen malvaväxter. Inga underarter finns listade i Catalogue of Life.